# Pierre Chappuis (Dichter)
Pierre Chappuis (* 6. Januar 1930 in Tavannes, Kanton Bern; † 22. Dezember 2020 in Neuenburg NE) war ein Schweizer Schriftsteller und Literaturkritiker.

## Leben
Pierre Chappuis studierte Französische Literatur an der Universität Genf. Von 1952 bis 1993 war er als Lehrer am Lycée Denis de Rougemont in Neuenburg tätig. Neben seinem vorwiegend lyrischen Werk verfasste er Essays und Literaturkritiken für diverse Zeitschriften.

## Auszeichnungen
- 1975: Prix de la Société jurassienne d’émulation
- 1983: Prix Suisse-Canada
- 1997: Gesamtwerkspreis der Schweizerischen Schillerstiftung
- 2005: Grand Prix C.-F. Ramuz

## Werke
- Ma femme ô mon tombeau, Moutier 1969.
- Pommier impudique, Lausanne 1970.
- Michel Leiris, Paris 1973.
- Distance aveugle, Moutier 1974.
- L’Invisible parole, La Galerne, 1977.
- André du Bouchet, Paris 1979.
- Rumeur évanouie, Neuchâtel 1980.
- Hier devant moi, Losne 1980.
- Douze exercices de rythme, Neuchâtel 1980.
- Décalages, Genève 1982.
- Excavations, Losne 1983.
- Éboulis et autres poèmes, Fontenay-sous-Bois 1984.
- Un cahier de nuages, Fribourg 1989.
- Soustrait au temps, Renens 1990.
- Moins que glaise, Paris 1990.
- Soustrait au temps. Fantaisies en guise de «Maerchenbilder», Lausanne 1990.
- La Preuve par le vide, Paris 1992.
- D’un pas suspendu, Paris 1994.
- Des parenthèses de soleil & de vent, Losne 1995.
- Dans la foulée, Renens 1996.
- Pleines marges, Paris 1997.
  - Pleines marges suivi de L’Autre, le Même (viersprachig, Erfüllte Ränder, übersetzt von Luzius Keller), Lausanne 2017
- Le Biais des mots, Paris 1999.
- Distance aveugle, Paris 2000.
- À portée de la voix, Paris 2002.
  - So weit die Stimme reicht / À portée de la voix. Gedichte zweisprachig. Herausgegeben und übersetzt von Felix Philipp Ingold. Limmat, Zürich 2017, ISBN 978-3-85791-827-8.
- Le Noir de l’été, Genève 2002.
- Tracés d’incertitude, Paris 2003.
- Mon murmure, mon souffle, Paris 2005.
- Dans la foulée, Paris 2007.
- La Rumeur de toutes choses, Paris 2007.
- Comme un léger sommeil, Paris 2009.
- De l’un à l’autre. Dans la compagnie d’artistes amis, Genève 2010.
- Muettes émergences, Paris 2011.
- Entailles, Paris 2014.
- Dans la lumière sourde de ce jardin, Paris 2016.
- Battre le briquet, précédé de Ligatures, Paris 2018.
- En bref, paysage, Paris 2021.